# Paris Masters 2008 - Qualificazioni singolare
Le qualificazioni del singolare  del Paris Masters 2008 sono state un torneo di tennis preliminare per accedere alla fase finale della manifestazione. I vincitori dell'ultimo turno sono entrati di diritto nel tabellone principale. In caso di ritiro di uno o più giocatori aventi diritto a questi sono subentrati i lucky loser, ossia i giocatori che hanno perso nell'ultimo turno ma che avevano una classifica più alta rispetto agli altri partecipanti che avevano comunque perso nel turno finale.
Le qualificazioni del torneo Paris Masters  2008 prevedevano 24 partecipanti di cui 6 sono entrati nel tabellone principale.

## Teste di serie
1. Simone Bolelli (Qualificato)
2. Ivan Ljubičić (Qualificato)
3. Juan Mónaco (Qualificato)
4. Marcel Granollers (Qualificato)
5. Viktor Troicki (Qualificato)
6. Robby Ginepri (Qualificato)

1. Olivier Rochus (primo turno)
2. Florent Serra (ultimo turno)
3. Nicolas Mahut (primo turno)
4. Guillermo Cañas (ultimo turno)
5. Iván Navarro (ultimo turno)
6. Nicolás Lapentti (ultimo turno)

## Qualificati
1. Simone Bolelli
2. Ivan Ljubičić
3. Juan Mónaco

1. Marcel Granollers
2. Viktor Troicki
3. Robby Ginepri

## Tabellone

### Legenda
| - Q = Qualificato - WC = Wild card - LL = Lucky loser | - ALT = Alternate - SE = Special Exempt - PR = Protected Ranking | - w/o = Walkover - r = Ritirato - d = Squalificato |

### Sezione 1
|  | Primo turno | Primo turno    | Primo turno | Primo turno | Primo turno |  |  | Ultimo turno | Ultimo turno   | Ultimo turno   | Ultimo turno | Ultimo turno |  |
|  |             |                |             |             |             |  |  |              |                |                |              |              |  |
|  | 1           | Simone Bolelli | 6           | 6           | 7           |  |  |              |                |                |              |              |  |
|  |             | Chris Guccione | 4           | 7           | 5           |  |  | 1            | Simone Bolelli | Simone Bolelli | 6            | 6            |  |
|  | 8           | Florent Serra  | 1           | 6           | 6           |  |  | 8            | Florent Serra  | Florent Serra  | 3            | 4            |  |
|  |             | David Guez     | 6           | 3           | 4           |  |  |              |                |                |              |              |  |

### Sezione 2
|  | Primo turno | Primo turno       | Primo turno       | Primo turno | Primo turno |  |  | Ultimo turno | Ultimo turno    | Ultimo turno | Ultimo turno | Ultimo turno |  |
|  |             |                   |                   |             |             |  |  |              |                 |              |              |              |  |
|  | 2           | Ivan Ljubičić     | Ivan Ljubičić     | 6           | 7           |  |  |              |                 |              |              |              |  |
|  |             | Laurent Recouderc | Laurent Recouderc | 3           | 63          |  |  | 2            | Ivan Ljubičić   | 6            | 4            | 6            |  |
|  | 10          | Guillermo Cañas   | Guillermo Cañas   | 6           | 6           |  |  | 10           | Guillermo Cañas | 4            | 6            | 1            |  |
|  |             | Gary Lugassy      | Gary Lugassy      | 0           | 1           |  |  |              |                 |              |              |              |  |

### Sezione 3
|  | Primo turno | Primo turno       | Primo turno       | Primo turno | Primo turno |  |  | Ultimo turno | Ultimo turno     | Ultimo turno | Ultimo turno | Ultimo turno |  |
|  |             |                   |                   |             |             |  |  |              |                  |              |              |              |  |
|  | 3           | Juan Mónaco       | 68                | 7           | 2           |  |  |              |                  |              |              |              |  |
|  |             | Jonathan Eysseric | 7                 | 6(1)        | 0r          |  |  | 3            | Juan Mónaco      | 6            | 5            | 6            |  |
|  | 12          | Nicolás Lapentti  | Nicolás Lapentti  | 6           | 6           |  |  | 12           | Nicolás Lapentti | 3            | 7            | 2            |  |
|  |             | Mathieu Rodrigues | Mathieu Rodrigues | 3           | 1           |  |  |              |                  |              |              |              |  |

### Sezione 4
|  | Primo turno | Primo turno         | Primo turno      | Primo turno | Primo turno |  |  | Ultimo turno | Ultimo turno      | Ultimo turno | Ultimo turno | Ultimo turno |  |
|  |             |                     |                  |             |             |  |  |              |                   |              |              |              |  |
|  | 4           | Marcel Granollers   | 3                | 6           | 6           |  |  |              |                   |              |              |              |  |
|  |             | Alexandre Sidorenko | 6                | 1           | 3           |  |  | 4            | Marcel Granollers | 5            | 6            | 6            |  |
|  |             | Nicolas Mahut       | Nicolas Mahut    | 6           | 6           |  |  |              | Nicolas Mahut     | 7            | 4            | 2            |  |
|  | 9           | Nicolas Devilder    | Nicolas Devilder | 2           | 4           |  |  |              |                   |              |              |              |  |

### Sezione 5
|  | Primo turno | Primo turno            | Primo turno     | Primo turno | Primo turno |  |  | Ultimo turno | Ultimo turno   | Ultimo turno   | Ultimo turno | Ultimo turno |  |
|  |             |                        |                 |             |             |  |  |              |                |                |              |              |  |
|  | 5           | Viktor Troicki         | Viktor Troicki  | 6           | 3           |  |  |              |                |                |              |              |  |
|  |             | Kristof Vliegen        | Kristof Vliegen | 2           | 1r          |  |  | 5            | Viktor Troicki | Viktor Troicki | 7            | 7            |  |
|  |             | Olivier Rochus         | 1               | 6           | 7           |  |  |              | Olivier Rochus | Olivier Rochus | 5            | 5            |  |
|  | 7           | Guillermo García López | 6               | 3           | 63          |  |  |              |                |                |              |              |  |

### Sezione 6
|  | Primo turno | Primo turno                 | Primo turno                 | Primo turno | Primo turno |  |  | Ultimo turno | Ultimo turno  | Ultimo turno  | Ultimo turno | Ultimo turno |  |
|  |             |                             |                             |             |             |  |  |              |               |               |              |              |  |
|  | 6           | Robby Ginepri               | Robby Ginepri               | 6           | 6           |  |  |              |               |               |              |              |  |
|  |             | Arnaud Clément              | Arnaud Clément              | 2           | 2           |  |  | 6            | Robby Ginepri | Robby Ginepri | 6            | 6            |  |
|  | 11          | Iván Navarro                | Iván Navarro                | 6           | 6           |  |  | 11           | Iván Navarro  | Iván Navarro  | 3            | 2            |  |
|  |             | Jonathan Dasnieres De Veigy | Jonathan Dasnieres De Veigy | 3           | 2           |  |  |              |               |               |              |              |  |